# Michela Figini
Michela Cleofe Figini (Prato, 7 de abril de 1966) es una deportista suiza que compitió en esquí alpino; campeona olímpica en Sarajevo 1984 y campeona mundial en 1985.

## Trayectoria
Participó en dos Juegos Olímpicos de Invierno, obteniendo dos medallas, oro en Sarajevo 1984, en la prueba de descenso y plata en Calgary 1988, en el supergigante.
Ganó tres medallas en el Campeonato Mundial de Esquí Alpino, en los años 1985 y 1987.
En la Copa del Mundo consiguió veintiseis victorias y 46 podios en total. Ganó la clasificación general de la Copa del Mundo en 1985 y 1988.
Fue nombrada «Deportista femenina del año» en su país en 1984 y 1985.

## Palmarés internacional
| Juegos Olímpicos   | Juegos Olímpicos      | Juegos Olímpicos | Juegos Olímpicos |
| Año                | Lugar                 | Medalla          | Prueba           |
| ------------------ | --------------------- | ---------------- | ---------------- |
| 1984               | Sarajevo (Yugoslavia) | Medalla de oro   | Descenso         |
| 1988               | Calgary (Canadá)      | Medalla de plata | Supergigante     |
| Campeonato Mundial |                       |                  |                  |
| Año                | Lugar                 | Medalla          | Prueba           |
| 1985               | Bormio (Italia)       | Medalla de oro   | Descenso         |
| 1987               | Crans-Montana (Suiza) | Medalla de plata | Descenso         |
| 1987               | Crans-Montana (Suiza) | Medalla de plata | Supergigante     |